# Министерство на електронното управление на България
Министерството на електронното управление (МЕУ) е държавна институция в България с ранг на министерство.

## История
Създадено е на 13 декември 2021 г. с избирането на правителството на Кирил Петков от XLVII народно събрание. Отговаря за структури като Държавна агенция „Електронно управление“, Дирекция „Информационни технологии“ и държавната фирма „Информационно обслужване“.
Към 20 януари 2022 г., проектът от Министерския съвет за устройствен правилник на МЕУ е на фаза обществена консултация. Началните приоритети на министерството са електронна идентификация (чрез лични карти и мобилен телефон), отпадане на удостоверения, лесен (включително безплатен) достъп до електронни услуги, както и премахване на 80% от административната тежест (в това число трудовата книжка) и надграждане на регистрите.

### Дейности
Агенцията работи върху направления като електронна идентификация, електронно гласуване, киберсигурност, отворени данни, както и съгласуването им с Европейския съюз.

## Структура
Министерството се базира най-вече на състава на Държавна агенция „Електронно управление“.
- Министър
  - Политически кабинет
    - Зам.-министър
    - Главен секретар
      - Обща администрация
        - Дирекция „Стратегически комуникации“
        - Дирекция „Финанси и управление на активи“
        - Дирекция „Правни дейности и обществени поръчки“
        - Дирекция „Административно обслужване“

      - Специализирана администрация
        - Дирекция „Политики за електронно управление“
        - Дирекция „Информационни технологии, информационно обществено, европейска координация и международно сътрудничество“
        - Дирекция „Управление на програми и проекти“
        - Дирекция „Системи и компоненти на електронното управление“
        - Дирекция „Мрежова и информационна сигурност“

  - Звено за вътрешен одит
  - Инспекторат
  - Финансов контрольор
  - Звено по мрежова и информационна сигурност
  - Звено по защита на класифицираната информация, сигурност и отбранително-мобилизационна подготовка